# NGC 5012
NGC 5012 (другие обозначения — UGC 8270, MCG 4-31-12, ZWG 130.16, KUG 1309+231, IRAS13091+2310, PGC 45795) — спиральная галактика с перемычкой (SBc) в созвездии Волосы Вероники.
Этот объект входит в число перечисленных в оригинальной редакции «Нового общего каталога».
В галактике вспыхнула сверхновая SN 1997eg, её пиковая видимая звездная величина составила 15,6.